# Памятник Софийскому полку
Памятник Софийскому полку — памятник, сооружённый в Смоленске на Королевском бастионе в честь участия в Отечественной войне 1812 года Софийского полка военнослужащими этого полка.

## Местонахождение и внешний вид

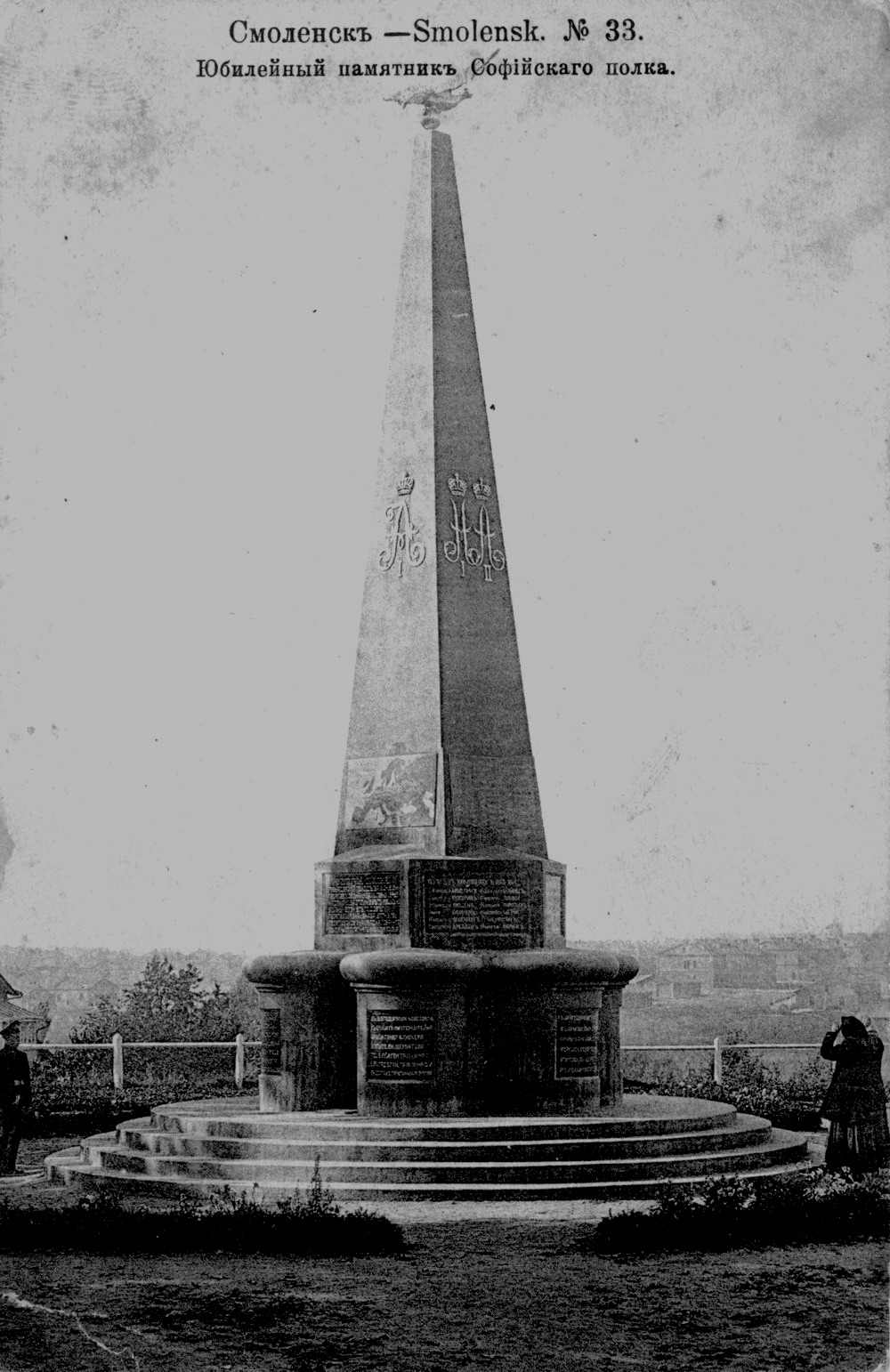
Памятник Софийскому полку на открытке начала XX века.

Памятник Софийскому полку находится на земляному валу Королевского бастиона в смоленском парке «Лопатинский сад».
Памятник представляет собой высокий четырёхгранный обелиск, увенчанный фигурой раскинувшего крылья орла. Нижняя часть постамента окружена шестью низкими полуколоннами с прямоугольными нишами, в которых изначально находились бронзовые доски с надписями об истории Софийского полка (сохранились только две, воссоздание остальных идёт в настоящее время). Также на обелиске ранее помещались вензеля российских императоров (в годы советской власти уничтожены, сейчас воссоздаются).

## История памятника

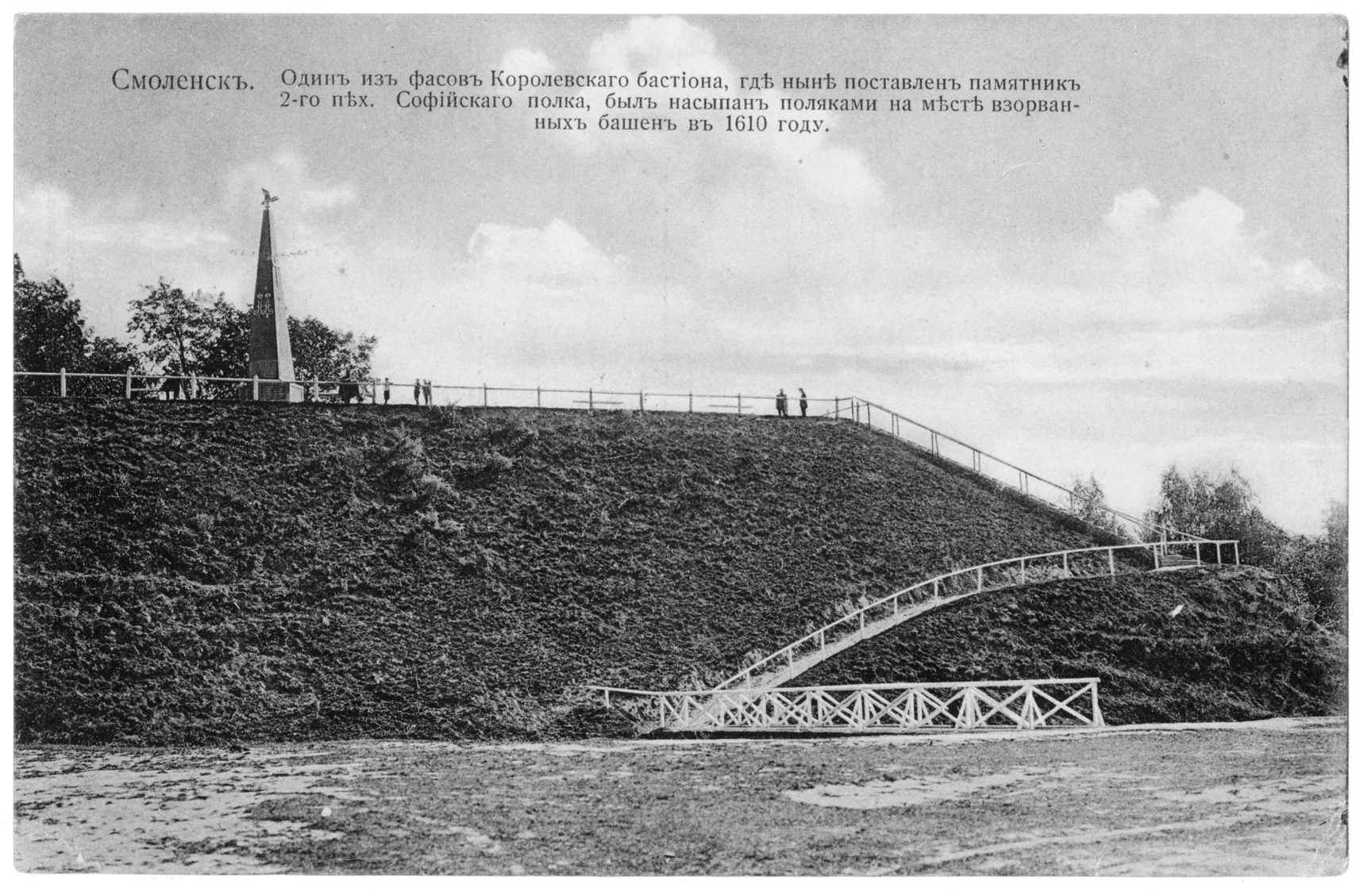
Вид на Королевский бастион с памятником Софийскому полку на открытке начала XX века.

Памятник Софийскому полку был создан и открыт в 1912 году, в канун 100-летия Отечественной войны 1812 года, и посвящён памяти участия Софийского пехотного полка в Смоленском сражении. Автором проекта памятника являлся рядовой данного полка художник и скульптор Борис Николаевич Цапенко. Памятник был установлен на средства солдат и офицеров Софийского полка.
Памятник сильно пострадал в годы советской власти и оккупации Смоленска немецкими войсками в 1941—1943 годах: были уничтожены почти все бронзовые доски и царские вензеля, а сам памятник был отреставрирован лишь в 1960 году.
К 2011 году памятник находился в аварийном состоянии, и был практически недоступен для обзора, так как выходы к нему закрывала ограда территории стадиона «Спартак». В том же году началась комплексная реставрация памятника, проводящаяся в преддверии 200-летия Отечественной войны 1812 года и 1150-летия Смоленска, продолжающаяся и по сей день. На сегодняшний день перенесена к дальнему краю королевского бастиона ограда, закрывавшая доступ к памятнику, памятник заново оштукатурен, восстанавливаются бронзовые доски и вензеля, планируется также благоустройство территории вокруг памятника, в том числе Королевского бастиона.